# Tall al-Aswad
Tall al-Aswad (arab. تل الأسود) – wieś w Syrii, w muhafazie muhafazie Aleppo. W 2004 roku liczyła 625 mieszkańców.